# 도파민
도파민(영어: dopamine 또는 3,4-dihydroxyphenethylamine, C8H11NO2)은 카테콜아민 계열의 유기 화합물로, 다양한 동물들의 중추 신경계에서 신경조절물질과 호르몬으로 작용한다. 신경전달물질로써 신경 세포들 사이에 전달되며 지금까지 알려진 다섯 개의 도파민 수용체(D1, D2, D3, D4, D5)와 그 변종을 활성화한다. 이 때 흑색질과 척추 피개부를 포함한 뇌의 여러 영역에서 합성된다. 호르몬으로써 시상하부에서 주로 합성되는데, 뇌하수체의 전엽에서 프로락틴의 분비를 억제하는 것이 주요 기능이다.
도파민은 심장 박동수와 혈압을 증가시키는 효과를 보이므로 교감신경계에 작용하는 정맥주사 약물로서 사용할 수 있다. 그러나 뇌혈관장벽을 통과할 수는 없기 때문에 중추신경계에 직접 영향을 줄 수 없다. 예외적으로 도파민의 전구물질인 L-DOPA는 뇌혈관장벽을 쉽게 통과하기 때문에 파킨슨병 등 도파민 결핍으로 인한 병의 치료를 위해 투여되기도 한다.
도파민은 여러 종류의 기능에 영향을 준다. 뇌의 보상회로에서 분비되어 자극에 대한 보상을 예측하는데 작용한다. 또한 기저핵에도 작용하여 운동을 정밀하게 조정하는데 필요하기도 하다. 따라서 도파민 분비 조절에 이상이 발생하면 다양한 증상이 나타난다. 보상회로에서 도파민 농도가 감소하면 우울증이 나타날 수 있고, 보상회로에서 도파민 민감도가 감소한다면 중독으로 나타날 수 있다. 또한, 운동 시스템을 향하는 도파민 신경세포가 손상되면 운동장애를 일으켜 파킨슨병이 나타날 수 있다.
유전적 결함 등 기질적 원인과 PTSD 등 심한 스트레스를 겪으면 취약성-스트레스 모델로 제시되는바와 같이 도파민을 분비 조절하는 세포가 약화되거나 기능 부전이 나타날 수 있는 것으로 알려져있다.

## 역사
도파민은 영국, 런던의 Wellcome 연구소에서 George Barger와 James Ewens에 의해 1910년에 합성되었다. 모노아민이기 때문에 도파민이라 불리게 되었다. 전구물질은 Barger - Ewens 합성에서 3,4 -
dihydroxyphenylalanine (levo-dopamine 또는 L-DOPA)이다. 신경 전달 물질로서 도파민의 기능은 처음 1958년 Arvid Carlsson과 Nils-Åke Hillarp에 의해 스웨덴의 국립 심장 연구소의 화학 약리학 연구소에서 인식되었다. Carlsson은 노르에피네프린과 에피네프린의 전구물질 뿐 아니라 신경전달물질로서의 도파민의 기능을 보여줌으로써 2000년 노벨상을 받았다.

## 생화학
- 카테콜아민 신경전달물질을 위한 생합성경로
- 불활성화와 분해

도파민의 두 가지 주요 분해 경로가 존재한다. 선조체와 대뇌기저핵을 포함한 뇌의 대부분의 지역에서 도파민은 도파민 수송 (DAT1)후 모노아민 옥시다제 A(MAOA)와 모노아민 옥시다제 B(MAOB)에 의해 3,4-다이하이드록시페닐아세트산(3,4 -dihydroxyphenylacetic acid)으로 효소 분해를 통해 불활성된다. 그렇지만 전두엽 피질에는 도파민 수송 단백질이 거의 없기 때문에 도파민은 대신 노어에피네프린수송(NET) 및 노르에피네프린성 뉴런에서 분해 효소 COMT(Catechol-O-methyltransferase)를 통해 3-메톡시티라민(3-methoxytyramine)으로 불활성화된다. DAT1 경로는 NET 경로보다 빠르다. 마우스에서 도파민 농축은 꼬리가있는 핵에 200ms의 반감기 (DAT1 경로를 사용하는) 대비 전두엽피질에서 2000ms로 사라진다. 효소에 의해 분해되지 않는 도파민은 VMAT2에 의해 재사용을 위해 연접 소포(synaptic vesicles)에서 재합성한다.

## 기능
도파민은 주로 중뇌변연계 경로를 통해 보상과 처벌에 기여하며, 그 외에도 행동과 인식, 자발적인 움직임, 프로락틴 생산의 억제, 수면, 감정, 주의집중, 작업 기억, 학습 등에 관여하는 것으로 알려져있다.

### 학습, 강화, 보상 행동
도파민은 보상에 대한 예측과 그 예측의 성공여부에 관여함으로써 보상과 처벌에 대한 기능을 한다고 알려져있다. 이 가설에 따르면 도파민 뉴런은 기대되지 않은 보상이 존재할 때 주로 활성화된다. 이러한 반응은 조절된 자극의 시작에 있어 보상과 반복 후 전달한다. 게다가 도파민 뉴런은 기대된 보상이 생략되면 억제된다. 즉 도파민 뉴런은 보상의 예측 오류를 인코딩한다는 것이다.
자연적으로 우리는 보상을 최대화하기 위해 행동을 반복하는 것을 학습한다. 따라서 도파민은 새로운 동작을 습득하는 데 책임을 갖는 두뇌의 부분에 대한 강의 신호를 제공하기 위해 고려된다. 곤충의 보상 시스템은 도파민보다 노르에피네프린의 추정 상동체인 옥토파민을 사용한다. 곤충에서 도파민은 대신 처벌 신호로서 작용한다. 기억을 형성하는데 필수적이다.
도파민은 일반적으로 특정한 행동을 형성하여 사람으로 하여금 동기를 유발함으로써 즐거움과 재강화의 기분을 제공하는 뇌의 보상 시스템과 관련되어 있다. 도파민은 음식, 섹스, 약물과 자극으로 보상의 경험에 의해 분비된다(특히 nucleus accumbens 와 prefrontal cortex지역). 최근 공격 또한 도파민의 분비를 자극한다는 연구가 있다. 이 이론은 코카인, 니코틴, 암페타민과 같은 약물의 기간에 논의한다. 직접적으로 혹은 간접적으로 mesolimbic 보상 경로에 있어 도파민의 증가는 영향을 미친다.
중뇌의 도파민 뉴론은 뇌내 도파민의 주요 source이다. 도파민은 운동조절과 예측된 보상의 신호 오류와 인지 등을 조절한다. 대뇌 도파민 결핍은 파킨슨병의 증거이다. 조현병, 자폐증, 주의력결핍과다 행동장애, 약물남용과 같은 다른 병리학적 상태는 도파민 기능과 연관되어 있다. 도파민은 소비, 중독과 같은 Reward seeking behavior와 깊게 연관된다.

### 운동조절
도파민은 대뇌기저핵 내 직접적인 경로의 활성화를 증가시키는 동안 간접적인 경로의 영향을 감소시킨다. 불충분한 도파민 생합성은 조절되는 운동 및 근육 능력을 상실하는 파킨슨병을 유발한다.

### 인지와 전두엽
전두엽에서 도파민은 뇌의 다른 지역으로부터 오는 정보의 흐름을 조절한다. 뇌의 이 지역에 있어 도파민 장애는 신경인지기능, 특히, 기억, 주의, 문제해결 기능에 영향을 줄 수 있다. 전두엽 피질에 있어 도파민의 부족은 주의집중장애를 일으킬 수 있다.

### 오심 및 구토
도파민은 chemoreceptor trigger zone에서 상호작용을 통해 오심과 구토에 영향을 미치는 신경전달물질의 하나이다. 메토클로프라미드는 위장운동촉진과 항구토로서 작용을 하는 D2-receptor antagonist이다.

## 분포
도파민을 분비하는 뉴런인 도파민성(Dopaminergic) 뉴런은 주로 중뇌의 VTA(ventral tegmental area), 흑질치밀부(SNc, Substantia Nigra compacta), 그리고 시상하부의 arcuate nucleus 에 존재한다. 세포체를 두는 것이 많다. 일반적으로 네 개의 주요 경로로 나눈다.

### 중뇌변연계 경로
중뇌변연계 경로(Mesolimbocortical pathway)는 중뇌의 VTA(ventral tegmental area)에서 기원하여 변연계(편도체, nucleus accumbens, 해마체)와 대뇌 피질로 뻗어나간다. 보상과 강화 기능에 필요한 것으로 여겨지는데, 특히 도파민 D2 수용체와 연관되어있다. 사람에서 중뇌변연계 경로의 뉴런은 구두학습 동안 편도체에서 도파민을 분비한다. 이 경로의 이상은 조현병의 여러증상의 원인이 되기도 한다.

### 중뇌선조체 경로
중뇌선조체 경로(Mesostrial pathway)는 전뇌 중간부에서 시작하여 선조체로 향하는 경로이다. 중뇌변연계 경로보다 신경세포의 수가 적지만, 한 세포의 축삭돌기가 이루는 시냅스의 수가 무시할 수 없을 정도로 많다. 이 경로는 운동 조절 기능에 중대한 역할을 하여, 이 경로에 이상이 있으면 파킨슨병을 비롯한 여러 운동 이상이 나타날 수 있다.

### 흑질선조체 경로
흑질선조체 경로(Nigrostriatal pathway)는 흑색질에서 선조체, 특히 꼬리핵 등으로 뻗어나가는 경로이다. 이 경로는 기저핵의 신경회로에 포함된다.

### 결절누두 경로
결절누두 경로(Tuberoinfundibular pathway)는 시상하부에서 뇌하수체로 뻗은 경로이다. 산모가 아이를 보살피는 행동과 관련이 있다.

## 작동 기전
세포외 도파민의 수준은 두 가지 메커니즘, tonic 과 phasic 도파민 전송에 의해 조절된다. Tonic 도파민 전송은 도파민의 소량이 독립적으로의 신경 활동에 분비될 때와 다른 뉴런과 신경 전달 물질의 재흡수 와 다른 뉴론의 활동에 의해 조절될 때 발생한다. Phasic 도파민 분비는 도파민을 포함하는 세포의 활동의 결과로 나타난다. 이 활동은 하나의 스파이크, 그리고 신속하게 연속적으로 2-6번의 스파이크 급속한 파열의 불규칙한 pacemaking 활동이 특징이다.

## 재흡수와 synaptic release
코카인과 암페타인은 도파민의 재흡수를 억제한다. 이 물질들은 독립된 활동메카니즘에 영향을 미친다. 코카인은 경쟁적으로 도파민의 재흡수를 억제하며 차단하는 노어에피네프린 운반자의 역할을 한다. 암페타민은 코카인과 마찬가지로 시냅스 간격에 있는 도파민의 농축을 증가시키지만 다른 메커니즘에 의해 도파민의 농도를 증가시킨다. 암페타민과 메트암페타민은 도파민과 유사한 구조를 가진다. 그래서 직접적으로 시냅스전 뉴런의 말단에서 도파민 운송자로서 진입하고, 직접적으로 신경막을 통해 확산된다.

## 치료적 사용
레보도파는 파킨슨병과 도파-반응 근육운동장애를 치료하기 위해 사용되는 도파민의 전구물질이다. 이것은 carbidopa 또는 benserazide와 같은 peripheral decarboxylation의 억제제와 함께 작용한다.
일본 오츠카제약이 개발한 아리피프라졸 성분의 조현병 치료제 '아빌리파이(Abilify)'는 조현병 치료제 중 유일무이한 작용기전인 도파민 부분 효능제로, 도파민 길항 작용을 하는 기존 약제와는 달리 도파민 D2 수용체에 부분적으로 작용하여, 도파민이 과도하게 분비된 상태에서 도파민의 농도를 낮춰주는 길항제로, 도파민 분비량이 부족한 상태에서는 도파민 효능제로 작용해 도파민의 분비량을 안정화시켜, 조현병의 양성 및 음성 증상을 동시에 개선되는 효과, 체중 증가 등 추체 외로계 장애와 같은 부작용이 현저히 적으므로, 내약성이 우수하다.
또한, 양극성 장애의 급성 조증에도 효과를 나타내어 정신 질환의 광범위한 치료가 가능하지만, 조현병을 수반하는 주요 우울 장애 치료의 부가 요법제의 적응증을 조현병 치료제 중 유일하게 획득함으로써 치료의 영역의 확장을 이루었다. 따라서, 급성 및 만성의 정신 질환 및 기분 조절 장애에 강력한 임상효과와 적은 부작용으로 환자의 높은 복용 순응도를 기대할 수 있다.

## 질병, 증상, 약물치료
도파민 체계(dopamine system)는 파킨슨병, 주의력결핍 과잉행동장애(ADHD), 투렛증후군, 조현병, 양극성 장애, 중독 등의 질환에서 중심 역할을 수행한다. 도파민 자체 외에, 두뇌나 신체에서 도파민 체계에 작용하는 다른 중요 약물이 있다. 일부는 의학적 혹은 오락적 목적이지만, 신경화학자들은 연구약물들을 개발하였으며 일부는 특정 유형의 도파민 수용체(dopamine receptor)에 높은 친연성을 보이며, 수용체의 효과에 작용하거나 길항하며, 많은 것들은 도파민 수송체 억제제, VMAT 억제제, 효소 억제제와 같은 다른 도파민 생리기능에 영향을 준다.

### 다발성 경화증
도파민 불균형이 다발성 경화증의 피로에 영향을 준다고 연구를 통해 밝혀졌다. 다발성 경화증 환자에게서 도파민은 말초 혈액 단핵세포(PBMC)를 통해 IL-17과 IFN-γ 생산을 억제한다.

### 파킨슨병
파킨슨병은 노인성질환(age-related disorder)으로, 신체 경직, 동작 둔화, 정지해 있을 때의 팔다리 떨림 등 운동장애(movement disorder)를 특성으로 한다. 병세가 진전되면 치매로 이어지며 결국 사망에 이르게 된다. 주요 증상들은 중뇌의 흑색질(substantia nigra)에서의 도파민 분비세포 상실로 인하여 발생한다. 특히 이러한 도파민 세포는 뇌염(encephalitis), 반복되는 운동성 뇌진탕(sports-related concussion)과 같은 외상이나 상해에 취약하며, MPTP와 같은 화학물 중독이 세포 손실을 야기하며, 파킨슨병 특징과 유사한 파킨슨 증후군을 일으킨다. 그러나 파킨슨병 사례 대부분은 특발성 질환이어서 세포사멸의 원인을 알 수 없다.
널리 이용되는 파킨슨병 치료는 도파민의 대사전구체(metabolic precursor)인 L-DOPA를 투여하는 것이다. L-DOPA는 도파탈이산화탄소효소(enzyme DOPA decarboxylase)에 의해 뇌와 신체에서 도파민으로 전환된다. 도파민이 아니라 L-DOPA를 투여하는 것은 L-DOPA는 도파민과는 달리 혈액뇌장벽을 통과할 수 있기 때문이다. 카비도파(carbidopa)나 벤세라지드(benserazide)와 같은 말초 탈탄산반응(peripheral decarboxylation) 효소 억제제를 같이 투여하기도 한다. 이를 통해 말초에서 도파민으로 전환되는 양을 줄이고 뇌로 들어가는 L-DOPA 양을 늘리고자 하는 것이다. 장기간 정기적으로 L-DOPA가 투여되면 이상운동증(dyskinesia)과 같은 부작용이 발생한다. 그렇다 하더라도 현재로선 파킨슨병 치료에 있어 장기 치료가 최선책이다.
L-DOPA 치료법은 소실된 도파민 세포를 되살릴 수 없지만, 남아있는 세포로 도파민을 더 많이 분비하게 하여 소실된 부분을 어느 정도 보충할 수 있게 한다. 그러나 병이 진전되어 있으면, 세포 소실이 심각하여 남아있는 세포로도 도파민을 충분히 분비할 수 없기에 L-DOPA가 얼마나 투여되든 상관 없이 치료는 불가능하게 된다. 브로모크립틴(bromocriptine)이나 페르골리드(pergolide) 등 도파민 기능을 향상시키는 약물이 치료에 사용되기도 하지만, 치료효과와 부작용을 상쇄시키는 데 있어서는 L-DOPA가 가장 효과적이다.
파킨슨병 치료에 사용되는 도파민 약물치료는 도파민 조절장애 증후군(dopamine dysregulation syndrome) 발병으로 이어지는 경우도 있는데, 도파민 약물 과다복용 및 도박이나 성 중독 등의 자연보상(natural reward)에 대한 약물성 강박적 관계를 포함한다. 후자 행동은 행동 중독(behavioral addiction) 환자에게서 보이는 것과 유사하다.

### 약물중독과 각성제

코카인은 도파민 방출 이후 다시 도파민을 시냅스 말단(synaptic terminal)으로 운송해 오는 도파민 수송체(dopamine transporter, DAT)를 차단함으로써 도파민 수치를 높인다.

코카인, 메스암페타민 등의 치환 암페타민, 애더럴(Adderall), 리탈린이나 콘서타 등의 메틸페니데이트, 기타 각성제(psychostimulant) 등은 다양한 기전을 통하여서 뇌의 도파민 수치를 증가시키는 방식으로 전체적 혹은 부분적으로 효과를 상승한다. 코카인과 메틸페니데이트는 도파민 수송체 차단제(dophanmine transporter blocker)이거나 재흡수 억제제(reuptake inhibitor)이며, 도파민 재흡수를 비경합억제(non-competitive inhibition)하며, 시냅스간극(synaptic cleft)에 도파민 농도를 증가시킨다.:54–58 코카인처럼 치환 암페타민과 암페타민도 시냅스간극 내 도파민 농도를 증가시키지만, 다른 기전을 이용한다.:147–150
정신자극제의 효과로는 심박, 체온, 땀이 증가하고, 각성(alertness), 주의력, 인내심의 향상을 가져오며, 보상 사건으로 인한 기쁨이 늘지만, 다량으로 복용하면 혼란, 걱정, 현실감 저하를 가져온다. 이러한 약물류는 뇌에 도파민 매개 보상체계(dopamine-mediated reward system)에 영향을 활성화시키기 때문에 높은 중독 가능성이 있다. 그러나 일부는 낮은 농도로 주의력결핍 과잉행동장애(ADHD)나 기면증 치료에 사용한다. 중요한 차별요인은 작용의 시작과 지속이다. 코카인은 주사나 흡입을 통하여 몇 초간 효과가 지속될 수 있다. 5-90분 동안 효과가 지속된다. 작용이 빠르고 간편하여 효과를 쉽게 얻을 수 있고 중독 가능성이 높다. 반면 메틸페니데이트는 알약 형태로 복용하며 혈류 절정 수치가 2시간동안 발생할 수 있고, 분자 구조에 따라 최대 12시간까지 효과가 지속될 수 있다. 작용시간이 긴 것들은 남용 가능성이 낮고 더 편리한 복용량을 줄이는 방식으로 치료에 사용함으로써 약에 보일 집착을 완화시킬 수 있다는 장점이 있다.
이러한 중독 약물들로 인하여, 보상성 도파민 활동(reward-related dopamine activity)이 증가한다. 니코틴(nicotine)과 같은 각성제, 코카인과 메타암페타민은 중독 유발의 주요인인 도파민 수치 상승을 촉발한다. 아편해로인(opioid heroin)과 같은 약물의 경우, 보상체계 내 도파민 수치 상승은 중독은 중독에서 작은 역할을 발휘하는데 그친다. 각성제 중독 환자가 금단 증상을 겪으면, 알코올이나 아편 금단 증상에서 보이는 신체 통증은 보이지 않는다. 대신 이들은 정신적 의존이 야기하는 예민함, 무모함, 각성 증상 등을 특징으로 하는 약물에 대한 상당한 갈망을 보이게 된다.
도파민체계는 중독의 일부 측면에 있어 결정적인 역할을 수행한다. 초기에서는, 뇌의 도파민 수용체 발현 형질을 바꾸는 유전적 차이를 통하여 각성제에 끌릴지 아니면 각성제를 피하게 될지를 예측할 수 있다. 각성제 복용은 수분에서 수시간 동안 지속되는 뇌내 도파민 수치를 증가시킨다. 결국 반복적으로 고용량의 각성제를 복용함으로써 발생하는 도파민 수치의 만성적 고양 상태는, 중독을 특징으로 하는 행동 이상을 담당하는 뇌내 구조에 변화를 촉발한다. 각성제 중독 치료는 매우 어렵다. 복용을 중단하더라도 금단으로 인항 갈망은 계속 나타나기 때문이다. 심지어 갈망이 사라지더라도, 사람이나 장소 혹은 상황과 같은 약물과 관련된 자극을 만나면 재발하기도 한다. 대뇌피질 내 연합영역(Association network)은 상당히 연관되어 있다.

### 정신병과 항정신병제제
1950년대 초 정신과의사들은 강력 신경안정제(major tranquillizer)로도 알려진 정형적 항정신병제제(typical antipsychotic)로 알려진 약을 조현병 증상 완화에 효과가 있다는 것을 발견하였다. 처음으로 널리 사용된 항정신병제제인 클로르프로마진(chlorpromazine) 혹은 토라진(Thorazine)이 1950년대 소개되면서, 몇년 후 많은 조현병 환자들이 시설에서 나오게 되었다. 1970년대 연구자들은 정형정 할정신병제제가 D2 수용제(D2 receptor)의 길항제(antagonist)로 작용한다는 것을 알았다. 이러한 인식은 조현병이 뇌의 도파민체계가 과잉활동하는 것으로 유발된다는 가정의 '조현병의 도파민 가설'의 기반이 된다. 도파민 가설은 메스암페타민 등 도파민 상승 각성제에 의하여 증상이 강화된다는 관찰을 통하여 새로운 지지를 얻게 되었다. 그리고 이러한 약물을 과다복용한 경우 건강한 사람도 정신병을 얻을 수 있다는 것에 대하여서도 증명되었다. 1980년대에는 부작용이 덜한 비정형적 항정신병제제가 개발되었다. 이러한 새로운 약물들은 도파민 수용체에 직접 작용하지 않지만, 간접적으로 도파민 활동의 변화를 야기한다. 이러한 약물들은 다른 정신병 치료에도 사용된다. 항정신병제제는 대부분 활동에 광범위한 억제 효과를 가지고 있으며 특히 겉으로 드러난 정신병의 망상적이고 동요적인 행동 특성을 줄여준다.
그러나 이후 관찰들을 통하여 최소한 간단한 원형에서 도파민 가설이 인기를 잃었다. 일례로 조현병 환자는 두뇌 도파민 활동 측정 수치가 증가한 것을 보이지 않는다. 그렇긴 해도 많은 정신과의사와 신경과학자들은 조현병이 도파민체계 장애와 관련있다고 생각한다. 그러나 시간이 흐르면서 도파민 가설도 발전하였고, 가설이 상정하는 도파민체계 장애가 점차 미묘하고 복잡해지게 되었다.
정신약학자 스티븐 스탈(Stephen M. Stahl)은 2018년 리뷰에서 조현병 등 많은 정신병 사례에서 도파민, 세로토닌, 글루타메이트가 각각 혹은 서로 다양하게 조합된 것을 기반으로 구축되는 세 관련 네트워크가 선조체 내 도파민 D2 수용체의 과자극(overexcitation)의 원인이라는 것을 제시하였다.

### 주의력결핍 과잉행동장애
도파민 시스템에 문제가 생긴 경우 주의력결핍 과잉행동장애(ADHD)가 나타나기도 한다. ADHD 환자는 인지기능 중 집중력 및 행동 억제, 작업 기억 등이 약화되는 증상을 보인다. 도파민에 대한 신경전달물질 수용체와 수송 단백질과 관련된 유전자가 ADHD 환자에서 정상인군과 비교했을 때 차이가 나타난다는 것이 보고되었다. 도파민과 ADHD 간의 가장 중요한 관계는 ADHD 치료에 사용되는 약물과 관련된다. ADHD에 효과를 보이는 치료제는상품명 리탈린(Ritalin)이나 콘세르타(Concerta) 등의 메틸페니데이트(methylphenidate), 상품명 에베케오(Evekeo), 아데롤(Adderall), 덱세드린(Dexedrine) 등의 암페타민(amphetamine) 등의 각성제, 그리고 뇌의 도파민과 노르에피네프린 수치를 높여주는 약물 등이 있다. ADHD 치료 각성제의 임상 효과는 도파민과 노레피네프린 수용체, 특히 전전두엽피질 내 도파민 수용체 D1(dopamine receptor D1)과 알파-2 아드레날린 수용체(Alpha-2 adrenergic receptor, adrenoceptor α2)의 간접 활성화를 통해 매개된다.

### 통증
도파민은 척수, 중심회색질, 시상, 기저핵, 대상피질 등의 중추신경계의 복합적 수준에서 통증 과정에 중요한 역할을 한다. 도파민 수치 저하는 파킨슨병에서 자주 발생하는 통증과 관련 있다. 도파민 신경전달작용(dopaminergic neurotransmission)에서 발생하는 기형은 또한 구강작열감증후군, 섬유근육통, 하지불안증후군 등의 질환에서도 발생한다.

### 구역질
구역질과 구토는 화학수용체자극대(chemoreceptor trigger zone)로 알려진 뇌간의 숨뇌에 있는 구토중추(area postrema)의 활동에 크게 결정된다. 이 영역은 D2형 도파민 수용체(type D2 dopamine receptor)가 분포되어 있다. 그 결과, D2 수용체를 활성화하는 약물은 구역질 유발 가능성이 높다. 이 그룹은 파킨슨병에 투여되는 약물은 물론 아포모르핀(apomorphine)과 같은 도파민 작용제(dopamine agonist)도 포함된다. 일부 경우, 메토클로프라미드 같은 D2 수용체 길항체(D2-receptor antagonist)는 항구토제로 사용된다.

## 참고 문헌
- S. Marc Breedlove, Neil V. Watson, and Mark R. Rosenzweig(2010) Biological Psychology: An Introduction to Behavioral, Cognitive, and Clinical Neuroscience, Sixth Edition. Sinauer

## 같이 보기
- 세로토닌
- 테스토스테론
- 에스트로겐
- 엔도르핀